# Stazione di Scodovacca
La stazione di Scodovacca era una fermata ferroviaria posta sulla linea Venezia-Trieste. Serviva il paese di Scodovacca, frazione di Cervignano del Friuli.